# 당정협의회
당정협의회란 여당과 정부가 정책 수립 및 조정을 위해 협의하는 회의체이다. 여당 지도부와 청와대 대통령 실장 및 수석 비서관이 참여하는 고위급 당정 협의회와 여당과 정부 실무 정책담당자들이 참여하는 정책 조정 회의 또는 당정 실무 기획 위원회가 있다.   

## 역할
당정협의회는 정당정치에서의 정당이 중요 역할을 함을 보여준다. 대통령 임기 중에 국민들의 지지와 원활한 국정 운영이 주요 목적이지만 여당의 지속적인 집권과 정치적 목적에 따른 영향력 행사를 위한 매개가 될 수도 있다.
오히려 당정협의회로 인해 여야갈등이 심해지는 경우도 있어 당정협의회에 야당도 함께 구성을 이루자는 의견도 있다.

## 참고자료
1. ↑  서울대학교 한국정치연구소, <한국정치연구> 21권2호, pp.87-114.
2. ↑  [가상준 안순철 (2012)], | "민주화 이후 당정협의의 문제점과 제도적 대안".